# Deutsch-Slawische Forschungen zur Namenskunde
Im Akademie-Verlag  erscheint die monographische Reihe Deutsch-Slawische Forschungen zur Namenskunde und Siedlungsgeschichte. Herausgeber ist die Historische Kommission bei der Sächsischen Akademie der Wissenschaften zu Leipzig. Ursprünglich erschien sie im Max Niemeyer Verlag in Halle. Sie hatte ihren Arbeitssitz im Bereich Landesgeschichte an der Universität Leipzig. Projektleiter war der Slavist Rudolf Fischer († 1971). Die Reihe erscheint unregelmäßig. Er hatte  zusammen  mit dem Germanisten Theodor Frings diese Reihe begründet.